# David Giubilato
David Giubilato (Roma, 13 settembre 1976) è un ex calciatore italiano, di ruolo difensore.

## Carriera

### Giocatore
Romano di nascita e cresciuto nelle giovanili del Torino, dopo aver esordito tra i professionisti con la maglia del Sora, giocò in diverse squadre tra Serie C1 e C2, per poi approdare, nell'estate del 2003, al Venezia, in Serie B, con il quale disputò due stagioni di buon livello.
Dal gennaio del 2005 passò al Napoli, con cui viene promosso in Serie B al termine della stagione 2005-2006. Giocatore grintoso e forte fisicamente, prevalentemente sinistro, trova la sua collocazione ideale come centrale in una difesa a quattro, anche se nel 2006-07, venne schierato anche nel ruolo di centrale unico in una difesa a tre, contribuendo al ritorno della squadra campana nella massima serie. 
Nel giugno 2007, a fine contratto fu ingaggiato dal L.R. Vicenza, che nel gennaio 2008 lo prestò al Bologna, con cui ottenne una nuova promozione in A. Il 21 agosto 2008 passò al Frosinone nell'ambito della trattativa che riportò Massimo Margiotta al L.R. Vicenza.
Con la nazionale italiana ha partecipato ai campionati europei under-16 del 1992 e 1993 under-18 del 1995.
Il 9 settembre 2010 firma un contratto annuale con opzione per il secondo con la Ternana. Dopo la retrocessione e l'immediato ripescaggio viene acquistato dal Salerno Calcio. Il 22 settembre 2012, dopo essere rimasto svincolato nei mesi estivi, viene ingaggiato con contratto annuale dalla Salernitana.

### Dirigente
Nell'estate 2013 diventa il direttore sportivo della Salernitana,  ma l'esperienza dura appena pochi mesi: viene sollevato dall'incarico nel successivo mese di gennaio.
Nel luglio 2016 viene ingaggiato nel ruolo di coordinatore tecnico del settore giovanile dalla Casertana dell'allora presidente Luca Tilia, ma in seguito al riassetto societario che ha portato alla presidenza Giuseppe D'Agostino non viene confermato e lascia la società.
Il 18 gennaio 2019 firma con il Santarcangelo, che lo assume con l'incarico di direttore sportivo.

## Palmarès

### Club

#### Competizioni nazionali
- Serie C1: 1

Napoli: 2005-2006
- Campionato italiano di Lega Pro Seconda Divisione: 1

Salernitana: 2012-2013
- Supercoppa italiana di Lega Pro Seconda Divisione: 1

Salernitana: 2013
- Serie D: 1

Salerno: 2011-2012